# 42A busz (Budapest)
A budapesti 42A jelzésű autóbusz a Rómaifürdő és a Békásmegyer utca között közlekedett. A járatot a Budapesti Közlekedési Vállalat üzemeltette.

## Története
A járatot 1976. július 5-én indították a Rómaifürdő és a Békásmegyer utca között. 1977. augusztus 31-én megszűnt.

## Útvonala
| Békásmegyer utca felé | Rómaifürdő felé |
| --- | --- |
| Rómaifürdő vá. – Emőd utca – Szentendrei út – Czetz János utca – Mátyás király út – Szentendrei út – Munkácsy utca – Ezüsthegy utca – Donát utca – Békásmegyer utca vá. | Békásmegyer utca vá. – Donát utca – Ezüsthegy utca – Munkácsy utca – Szentendrei út – Mátyás király utca – Czetz János utca – Attila utca – Csalma utca – Emőd utca – Rómaifürdő vá. |

## Megállóhelyei
Az átszállási kapcsolatok között az azonos útvonalon közlekedő 42-es busz nincs feltüntetve!
| 0  | Rómaifürdő végállomás                     | 11 | Szentendrei HÉV 34, 34A, 34Y | Szentendrei HÉV 34, 34A, 134 |
| 1  | Czetz János utca                          | ∫  | 34, 34A, 34Y                 | 34, 34A, 134                 |
| 2  | Attila utca                               | 10 |                              |                              |
| 3  | Pozsonyi utca (↓) Huba utca (↑)           | 9  |                              |                              |
| 4  | Mátyás király út (↓) Czetz János utca (↑) | 8  |                              |                              |
| 5  | Bercsényi utca                            | 7  |                              |                              |
| 6  | Szentendrei út (↓) Mátyás király út (↑)   | 6  | Szentendrei HÉV              | Szentendrei HÉV              |
| 7  | Álmos utca                                | 5  |                              |                              |
| 8  | Munkácsy utca (↓) Szentendrei út (↑)      | 4  | Szentendrei HÉV              | Szentendrei HÉV              |
| 9  | Ezüsthegy utca (↓) Munkácsy utca (↑)      | 3  |                              |                              |
| 10 | Dömös utca                                | 2  |                              |                              |
| 11 | Donát utca (↓) Ezüsthegy utca (↑)         | 1  |                              |                              |
| 12 | Békásmegyer utca végállomás               | 0  |                              |                              |